# Anatole Lemercier
Pour les articles homonymes, voir Lemercier.
Jean-Louis Anatole, comte Lemercier, né le 25 juin 1820 au Coudray-Montceaux (Seine-et-Oise) et mort le 26 décembre 1897 à Paris, est un homme politique français.

## Biographie
Petit-fils de Louis-Nicolas Lemercier, fils de Jean-Baptiste Lemercier, neveu d'Augustin Lemercier, tous parlementaires, il est aussi le petit-fils, par sa mère, du maréchal Jourdan. Il épouse la fille de François Roul.
Il obtient sa licence en droit puis il est attaché près l'ambassade de Naples dès 1842. En 1844, il est attaché à la légation du Portugal. Il est également membre du Conseil général de la Charente-Inférieure en 1850.
Député au Corps législatif pour l'arrondissement de Saint-Jean d'Angély en 1852. Il tombe en disgrâce et perd la candidature officielle après avoir été battu en 1863. Il devient alors président du conseil d'administration de la compagnie des chemins de fer des Charentes. 
Il est maire de Saintes en 1871, il retrouve un siège de député de 1889 à 1897, siégeant avec les républicains. De 1893 à 1897, il est le doyen d'âge de la Chambre. Il devient président du conseil général en 1885.

## Publications
- Études sur les associations ouvrières (1857)
- Quelques mots de vérité sur Naples (1860)

## Distinctions
- Commandeur de l'ordre de Pie IX

## Sources
- « Anatole Lemercier », dans Adolphe Robert et Gaston Cougny, Dictionnaire des parlementaires français, Edgar Bourloton, 1889-1891 [détail de l’édition]